# 绥安会馆
绥安会馆是清朝福建省邵武府的建宁县、泰宁县商人于道光元年（1821年），在省城福州的三坊七巷郎官巷建立的一个同乡会馆。
会馆得名的绥安本是东吴时旧县名，辖区包含建宁县、泰宁县。绥安会馆主体建筑建于道光年间，还包括在会馆西侧重建的元代天后宫。《绥安会馆碑记》记载“闽北纸、木、茶、笋等帮，贸迁至省，暨转运天津等处者，险历滩河，逾越海澨，莫不感戴神灵，生计日隆，备臻利涉，思有以报答天后之鸿慈，图建会馆。”因历史变迁，被分割成两个单独院落，自成一体。今绥安会馆又称随安会馆，地址为郎官巷15号。郎官巷天后宫又称三坊七巷天后宫，地址为郎官巷17号。2009年11月16日，郎官巷天后宫以福州建宁会馆之名列为第七批省级文物保护单位，类型为古建筑，序号159，历史年代为清。2016年的报道指，两个院落将合并。将定位为“海丝信俗传承中心”，启动整修。以天后宫设置海丝信俗博物馆。2017年，已在郎官巷15、17号设有福州海丝信俗文化博览传承中心，由在福州检验检疫局任职、民革人士杨晓翔担任负责人。2019年10月19日，举行福州海丝信俗文化交流中心揭牌仪式，中心负责人杨晓翔，中心内设有海丝同源信俗博览馆，博览馆主任钱颖曦。

## 绥安会馆
会馆建筑于道光五年（1825年）。现存建筑共两进，占地面积约1470平方米。2006年12月，福州方面启动对三坊七巷内建筑的修缮。2010年时，包括绥安会馆在内，完成修缮的建筑对外开放。当时报道称，“绥安会馆将开辟成三坊七巷专门的戏曲、曲艺会馆，打造成坊巷间著名的‘有声院落’”。

## 郎官巷天后宫
郎官巷天后宫最早可追溯至元朝，清朝时重建。现存建筑“坐南朝北，占地面积2040平方米，由正落的门房、戏台、大殿、后殿，及侧落附属建筑等组成。大殿内供奉妈祖神像，殿内鎏金藻井由七层如意斗拱叠涩螺旋结顶。”或说占地面积为1045平方米。
有作者将天后宫定位为“既是妈祖文化的传播地，更是福州两岸同源、海丝同源特色信俗文化发源地”。与福州市级非物质文化遗产——“三坊七巷天后信俗”中的“茶帮拜妈祖”相关，故与海上丝绸之路相连。
2010年，天后宫完成建筑修缮后，将定期举行妈祖祭祀仪式、成人礼等。2017年时，住持为杨大翔道长。2021年11月5日，在三坊七巷开始“海上福州”之福州特色商帮信俗文化暨三坊七巷天后宫200周年庆典活动。时，天后宫负责人为钱颖曦道士。